# Goat Pond
Goat Pond est un petit réservoir de l'Alberta, au Canada. Il est situé dans le parc provincial de Spray Valley.